# Alexandra Louis-Marie
Alexandra Séverine Louis-Marie (* 3. März 1996 in Schœlcher, Martinique) ist eine französische Degenfechterin.

## Erfolge
Alexandra Louis-Marie begann im Alter von sechs Jahren mit dem Fechten. Ihre ersten größeren Erfolge bei den Erwachsenen erzielte sie bei der Sommer-Universiade 2019 in Neapel, bei der sie Gold im Einzel gewann. In der Einzelkonkurrenz gelang ihr 2023 in Plowdiw nach einem 15:8-Finalsieg gegen die Italienerin Mara Navarria der Titelgewinn bei den Europameisterschaften. Ebenfalls Gold gewann sie bei den Europaspielen 2023 in Krakau, diesmal im Mannschaftswettbewerb. Mit der Mannschaft sicherte sie sich bei den Europameisterschaften 2024 in Basel die Bronzemedaille.
Bei den Olympischen Spielen 2024 in Paris wurde Louis-Marie nicht für das Einzel nominiert und startete lediglich im Mannschaftswettbewerb. In diesem setzte sie sich gemeinsam mit Auriane Mallo-Breton, Coraline Vitalis und Marie-Florence Candassamy zunächst in der ersten Runde gegen Südkorea mit 37:31 und danach im Halbfinale gegen Polen mit 45:39 durch. Im abschließenden Gefecht um die Goldmedaille unterlagen die Französinnen Italien mit 29:30 und erhielten damit die Silbermedaille.
Für ihren Medaillengewinn erhielt Louis-Marie am 24. September 2024 das Ritterkreuz des Ordre national du Mérite. Sie schloss ein Studium der Sportwissenschaften am INSEP ab.